# 歷代紀元彙考
《历代纪元汇考》，明末清初万斯同所撰记载历代帝王谱系的图表，共八卷。
自唐帝尧元载甲辰开始，即用甲子逐年排列，下讫明崇祯十七年（1644年）甲申，凡四千年，以年代为经，历朝纪元为纬，历数各朝诸帝在位长短年代久近、一统分裂、禅继正伪及兴废成败。商朝以前四代统书世系为一例，周朝以下以正统为纲，附以十二诸侯及后世割据诸姓为一例，但此稿残缺不全。姚元之为其删节和增补,一代大书某某帝王，下注凡若干年，标举其大事。十二诸侯则递列为君之年，战国时诸国之变灭，万氏原本或误或略，也进行补正，而汉朝以后事实也间有增益。此编较之其它纪年之书，如 《世纪》、《通历》、《通要》、《通谱》、《帝统举要》、《甲子编》等，言简意赅，诸帝世系一目了然。虽不如历代纪事年表之博洽，而上下数千年，了如指掌，查索方便。万斯同于清圣祖康熙四十一年（1702年）写成此书。后来孙锵所补续编，记后金天命元年（1616年）至光绪二十三年（1897年），有《四明丛书》本。